# Parc du vieux cimetière (Hämeenlinna)
Le parc du vieux cimetière (finnois : Vanhan hautausmaan puisto) est un parc du quartier de Kauriala à  Hämeenlinna en Finlande,.

## Présentation
L'ancien cimetière d'Hämeenlinna est situé le long de la Valtatie 3 dans le quartier de Kauriala.
De nos jours, l'ancien cimetière non clôturé abrite des plantations de fleurs, des arbustes et des arbres. Le vieux cimetière est protégé par la loi, dont la protection a été décidée en 1963. 
Dans la modification du plan d'urbanisme approuvée en 1992, le parc de l'ancien cimetière est marqué comme zone de monuments anciens. 
L'église orthodoxe d'Hämeenlinna est située en bordure nord du parc.

## Histoire
La ville d'Hämeenlinna s'installe à son emplacement actuel en 1777 sur ordre du roi Gustave III. La nouvelle église d'Hämeenlinna est achevée en 1798.
Le cimetière paroissial est déplacé par arrêté royal à l'extérieur de la ville, dans un champ de Kauriala, en raison des risques d'épidémie.
À côté du cimetière se trouvaient les bâtiments du lazaret du comté, en face de la caserne militaire construite à la fin du XIXe siècle. 
Dans les années 1840, l'ancien hôpital du comté déménage à Keinusaari, et le cimetière s'agrandit sur l'ancien site du Lazaret.
Au début, les tombes étaient marquées de croix en bois, mais dès le milieu des années 1820, les pierres tombales les remplacent. 
Dans l'ancien cimetière, une chapelle funéraire de style Empire a été érigée pour la famille Nordenswan et elle est toujours en place. 
La famille du gouverneur Rehbinder a été enterrée dans une tombe familiale à l'angle sud-est du cimetière.
D'autres personnes enterrées au cimetière sont Gustaf Eurén, Christian Sibelius le père du compositeur Jean Sibelius ou Frans et Maria Cajander les parents de Paavo Cajander.
En 1866, KF von Willebrand, directeur général du Conseil de médecine, déclare que l'emplacement du cimetière est médiocre en termes de propagation d'épidémies. 
Le choléra est particulièrement présent à Hämeenlinna à cette époque. De plus, en raison du sol dur, les tombes avaient été creusées trop bas, ce que les passants pouvaient ressentir au moins lors des chaudes journées d'été. 
Dès 1847, le gouverneur Otto Carl von Rehbinder ordonne à la paroisse de transférer le cimetière à Poltinaho. 
Le Sénat n'acceptera pas ce projet, car Poltinaho est un terrain d'entraînement militaire. 
Il est décidé de transférer le cimetière sur l'esker d'Ahvenisto.
Le nouveau cimetière d'Ahvenisto sera inauguré en 1872, et on arrêtera alors toute inhumation dans l'ancien cimetière.